# Mario Mandžukić
Mario Mandžukić (wym. [mârjo mǎnd͡ʒukit͡ɕ]; ur. 21 maja 1986 w Slavonskim Brodzie) – chorwacki piłkarz, występował na pozycji napastnika. W latach 2007–2018 reprezentant Chorwacji. Srebrny medalista Mistrzostw Świata 2018, uczestnik Mistrzostw Świata 2014, Mistrzostw Europy 2012 i 2016. Zdobywca Ligi Mistrzów UEFA z Bayernem Monachium w sezonie 2012/2013.

## Kariera klubowa
Karierę rozpoczął w niemieckim Ditzingen koło Stuttgartu. Później powrócił do rodzinnego miasta i grał w Marsonia Slavonski Brod. W lecie 2005 roku przeszedł do NK Zagreb. Występując w drużynie Miroslava Blaževicia zyskał zainteresowanie innych klubów. W lecie 2007 został kupiony przez lokalnych rywali – Dinamo Zagrzeb. Transfer kosztował Dinamo 1,3 mln euro. Mandžukić zastąpił w drużynie Eduardo da Silvę, który odszedł do Arsenalu. Z Dinamo regularnie występował w chorwackiej I lidze. Zagrał też w eliminacjach Ligi Mistrzów i Ligi Europy. W lipcu 2010 roku zdecydował się na transfer do niemieckiego klubu VfL Wolfsburg.
Jednym z jego najbardziej pamiętnych meczów jest rewanż 1. rundy Pucharu UEFA 2007/2008. Rywalem Dinama był AFC Ajax, który pierwszy mecz wygrał na boisku rywala 1:0. W rewanżu Mandžukić wywalczył rzut karny wykorzystany przez Luka Modricia. Wynik 1:0 dla Dinama dawał dogrywkę. Mandžukić zdobył w niej 2 gole w 94 i 96 minucie. Ajax odpowiedział 2 bramkami Klaas-Jan Huntelaara. Zwycięstwo 3:2 premiowało Dinamo awansem do fazy grupowej Pucharu UEFA.
Pierwszy sezon w Dinamie zakończył z dorobkiem 10 bramek i 12 asyst w 29 meczach.
16 lipca 2010 podpisał 4-letni kontrakt z VfL Wolfsburg. Kwota transferu wyniosła około 7-8 mln euro.
27 czerwca 2012 podpisał 4-letni kontrakt z Bayernem Monachium. Bawarczycy zapłacili za niego 13 mln euro. W lipcu 2014 roku za 22 mln euro przeszedł do Atlético Madryt. 22 czerwca 2015 podpisał 4-letni kontrakt z Juventusem. Pierwszego gola dla zespołu z Turynu zdobył 29 lipca 2015 roku w Supermeczu rozegranym w Gdańsku przeciwko Lechii Gdańsk. Mecz zakończył się wynikiem 2:1 dla Juventusu.
Wraz z pojawieniem się nowego trenera w Juventusie Maurizio Sarri latem 2019 Mandžukić został odsunięty od składu. W rezultacie razem z kolegą z drużyny Emre Can zostali pominięci w kadrze do Ligi Mistrzów. Po tym jak nie wystąpił ani razu w Juventusie w sezonie 2019/20, zgodził się na dołączenie do katarskiego klubu Al-Duhail 24 grudnia. 19 stycznia 2021 roku w sezonie 20/21, dołączył do włoskiego klubu AC Milan.
3 września 2021 ogłosił zakończenie kariery piłkarskiej w wieku 35 lat. W ciągu kariery zdobył m.in. Ligę Mistrzów, 2 mistrzostwa Niemiec, 4 mistrzostwa Włoch oraz 3 mistrzostwa Chorwacji.

## Kariera reprezentacyjna

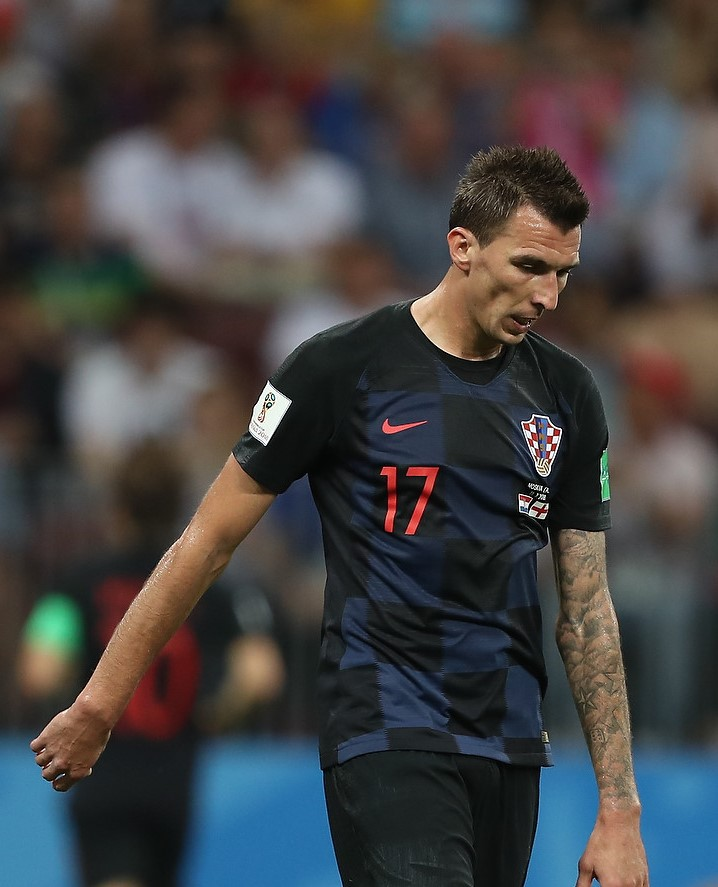
Mario Mandžukić

W reprezentacji Chorwacji zadebiutował 17 listopada 2007 w wygranym 2:0 meczu z Macedonią w eliminacjach do Mistrzostw Europy 2008.
Mandžukić był jednym z dwóch napastników powołanym przez trenera Slavena Bilicia na mistrzostwa Europy 2012 rozgrywane w Polsce i Ukrainie, w parze z napastnikiem Evertonu Nikicą Jelavićem. Strzelił dwa gole w pierwszym meczu Chorwacji 3:1 z Irlandią, a także zremisowanym 1:1 z Włochami. W decydującym meczu grupowym z Hiszpanią o wyjście z grupy zagrał całe spotkanie, a mecz zakończył się porażką 0:1 i Chorwacja zajęła trzecie miejsce w grupie odpadając z turnieju. Był najlepszym strzelcem turnieju razem z trzema bramkami obok Maria Balotellego, Fernando Torresa, Cristiano Ronaldo, Ałana Dzagojewa i Mario Gómeza.
Został powołany do kadry Chorwacji na Mistrzostwa Świata 2014 w Brazylii, ale został zawieszony na mecz otwarcia (12 czerwca 2014) z gospodarzem Brazylią za czerwoną kartkę którą dostał podczas meczu eliminacyjnym do tego turnieju, a jego drużyna przegrała mecz z gospodarzami turnieju 1:3. 18 czerwca 2014 wrócił do zespołu na drugi mecz grupowy z Kamerunem tym samym debiutując na mistrzostwach świata, strzelając dwa gole w wygranym spotkaniu 4:0, a także został uderzony łokciem w plecy przez Alexa Songa i otrzymując nagrodę zawodnika meczu. 23 czerwca 2014 w ostatnim meczu grupowym przegranym 1:3 przeciwko Meksykowi rozegrał całe spotkanie, a Chorwaci odpadli z turnieju zajmując trzecie miejsce w grupie.
Na Mistrzostwach Europy 2016 we Francji znalazł się w kadrze Chorwacji. W pierwszych dwóch meczach z Turcją i Czechami był w wyjściowej jedenastce. Podobnie jak czterech innych regularnych graczy, nie zagrał w ostatnim meczu grupowym z Hiszpanią. W meczu 1/8 finału z Portugalią został zmieniony tuż przed końcem regulaminowego czasu gry. Następnie zespół przegrał mecz w dogrywce 0:1 i został wyeliminowany z turnieju.
4 czerwca 2018 roku selekcjoner Zlatko Dalić powołał go do kadry na Mistrzostwa Świata 2018, gdzie zagrał w 6 z 7 meczów, zdobył 3 gole i zanotował asystę, doprowadzając swoją drużynę do finału. W finale z Francją zdobył gola po błędzie Hugo Llorisa i gola samobójczego jako pierwszy w historii zawodnik który strzelił w finale mistrzostw świata.
14 sierpnia 2018 roku ogłosił decyzję o zakończeniu kariery reprezentacyjnej.

## Taktyka
W czasach gry w Bundeslidze uznawany był za jednego z lepszych piłkarzy na swojej pozycji. Jednakże w Juventusie zyskał renomę głównie jako ciężko pracujący skrzydłowy, wspierający defensywę.

## Sukcesy

### Dinamo Zagrzeb
- Mistrzostwo Chorwacji: 2007/2008, 2008/2009, 2009/2010
- Puchar Chorwacji: 2007/2008, 2008/2009

### Bayern Monachium
- Mistrzostwo Niemiec: 2012/2013, 2013/2014
- Puchar Niemiec: 2012/2013, 2013/2014
- Superpuchar Niemiec: 2012
- Liga Mistrzów UEFA: 2012/2013
- Superpuchar UEFA: 2013
- Klubowe mistrzostwo świata: 2013

### Atlético Madryt
- Superpuchar Hiszpanii: 2014

### Juventus
- Mistrzostwo Włoch: 2015/2016, 2016/2017, 2017/2018 2018/2019
- Puchar Włoch: 2015/2016, 2016/2017, 2017/2018
- Superpuchar Włoch: 2015

### Reprezentacyjne
- Wicemistrzostwo świata: 2018

### Indywidualne
- Gracz roku Prva HNL: 2009
- Król strzelców Prva HNL: 2008/2009 (16 goli)
- Król strzelców Mistrzostw Europy: 2012 (3 gole)
- Chorwacki piłkarz roku: 2012, 2013
- Chorwacki sportowiec roku: 2013
- Gol sezonu według UEFA: 2016/2017

## Odznaczenia
- Order Księcia Branimira (2018)[22]